# Adolf Ludwig Follen
Adolf Ludwig Follen, eigentlich August Adolf Ludwig Follenius, (* 21. Januar 1794 in Gießen; † 26. Dezember 1855 in Bern) war ein liberaler deutscher  Schriftsteller und Verleger.

## Leben
Adolf Ludwig Follen war Bruder von Karl Theodor Christian Friedrich Follen und Paul Follen. Der Sohn seiner Schwester Luise war der Naturwissenschaftler Carl Vogt.
Follen besuchte das Gymnasium in Gießen und studierte von 1811 bis 1816 an der Universität Gießen Philologie, Evangelische Theologie und Jura. 1810 wurde er Mitglied des Corps Franconia II.
1814 zog er als Freiwilliger in den Befreiungskriegen nach Frankreich. Nach der Rückkehr wurde er unter dem Eindruck der Restauration 1814 zu einem Mitgründer der Teutschen Lesegesellschaft und des Gießener Germanenbundes (1815). Deshalb von der Universität relegiert, wechselte er 1816 an die Universität Heidelberg, wo er sich 1815 der Burschenschaft Teutonia Heidelberg anschloss.
1817 war er Redakteur in Elberfeld und erarbeitete den Verfassungsentwurf Grundzüge für eine künftige Reichsverfassung. 1818 gab er das politisch gehaltene Liederbuch der Deutschen Burschenschaft Freye Stimmen frischer Jugend heraus. 1819 wurde er wegen „deutscher Umtriebe“ verhaftet und erst 1821 krankheitshalber entlassen. Die Emigration in die Schweiz bewahrte ihn vor zehn Jahren Festungshaft, zu denen er in Abwesenheit wegen Hochverrats verurteilt worden war. Von 1822 bis 1827 war Follen Professor in Aarau. Nach seiner Heirat, die ihm Vermögen brachte, zog sich Follen 1824 als Privatmann nach Zürich zurück. Er wurde Mitglied des Aargauer Großrats und übernahm die Geßnersche Druckerei.

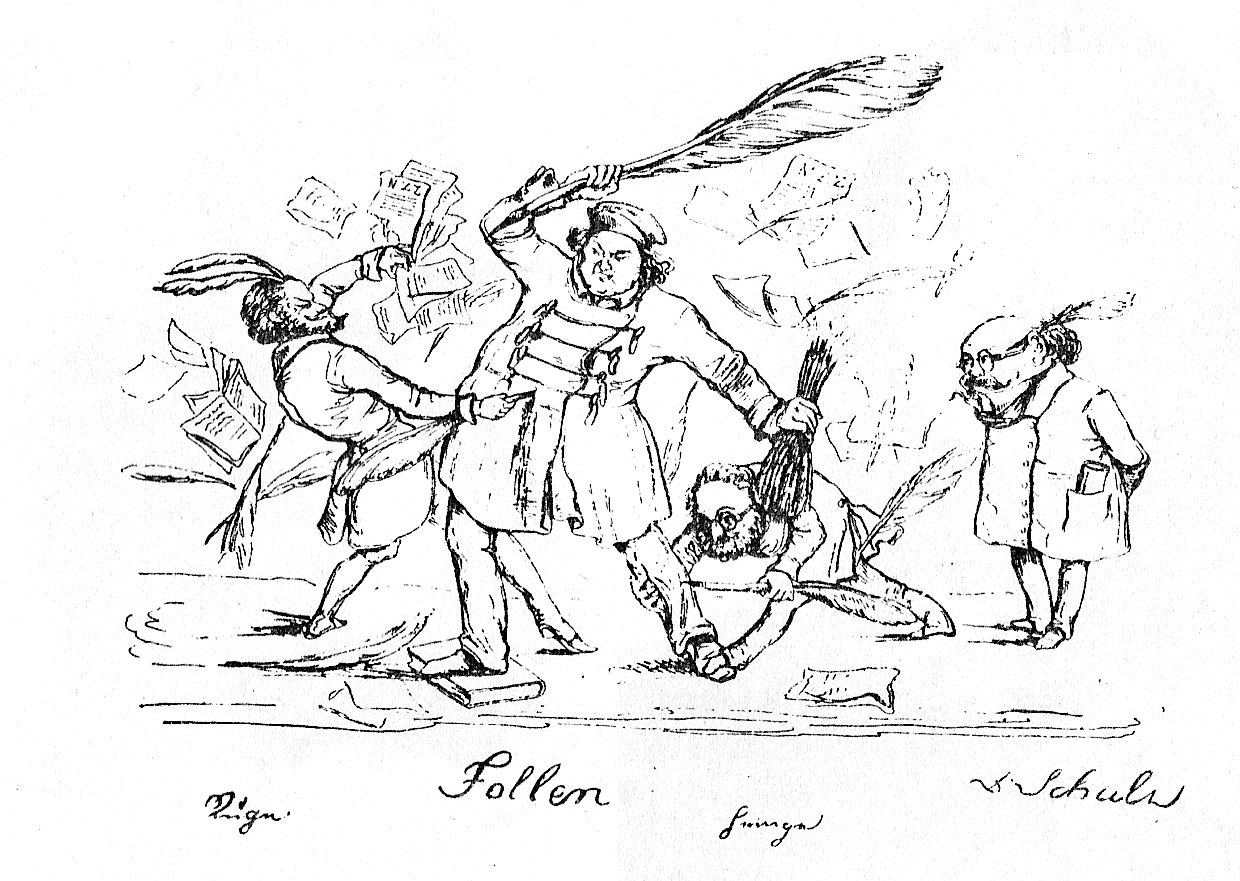
Der Zürcher Atheismusstreit 1845 (Ruge, Follen, Heinzen, Schulz). Karikatur eines unbekannten Zeichners

Im Jahrzehnt vor der Märzrevolution 1848 bildete sein Zürcher Wohnsitz „Am Sonnenbühl“ eine Anlaufstelle für politisch Verfolgte, unter ihnen die Dichter Georg Herwegh, Hoffmann von Fallersleben und Ferdinand Freiligrath. Hier trafen deutsche Emigranten, darunter viele Hochschullehrer wie Julius Fröbel und Friedrich Wilhelm Schulz, mit einheimischen Liberalen zusammen. Follen förderte den jungen Dichter Gottfried Keller. Dessen erste Gedichte erschienen im Literarischen Comptoir Zürich und Winterthur, einem von Fröbel gegründeten Verlag, der vor allem Schriften deutscher „Zensurflüchtlinge“ herausbrachte. 1843 rettete Follen diesen Verlag durch seine Beteiligung vor dem finanziellen Ruin. Als Arnold Ruge und Karl Heinzen in Zürich erschienen, brach der „Zürcher Atheismusstreit“ aus, ein Federkrieg, in welchem Follen gegen die Linkshegelianer Ruge und Heinzen für den Glauben an Gott und Unsterblichkeit eintrat. Schulz und Keller unterstützten ihn, Fröbel hielt sich auf der Seite Ruges. Der Streit entzweite die Zürcher Emigrantenkolonie und führte zum Niedergang des Literarischen Comptoirs, als Follen seine Beteiligung zurückzog.
1848 erwarb Follen das Schloss Liebenfels (Thurgau), das nach der Niederlage der Revolution in Deutschland Flüchtlingen Asyl bot. Er versuchte sich in Liebenfels mit der Seidenraupenzucht, scheiterte und starb verarmt im Haus seiner Töchter.
Als Dichter der Spätromantik schrieb er Romanzen und Balladen. Bekannt ist das Epos Tristans Eltern.